# Алгоритм Фюрера
Алгоритм Фюрера (англ. Fürer’s algorithm) — быстрый метод умножения больших целых чисел. Алгоритм был построен в 2007 году швейцарским математиком Мартином Фюрером из университета штата Пенсильвания как асимптотически более быстрый алгоритм, чем его предшественник, алгоритм Шёнхаге — Штрассена, опубликованный в 1971 году. Задача быстрого умножения больших чисел представляет большой интерес в области криптографии с открытым ключом.
Предшественник алгоритма Фюрера, алгоритм Шёнхаге — Штрассена, использовал быстрое преобразование Фурье для умножения больших чисел за время {\displaystyle O\left(n\log n\log \log n\right)}, однако его авторы, Арнольд Шёнхаге (нем. Arnold Schönhage) и Фолькер Штрассен, сделали предположение о существовании алгоритма, способного решить проблему перемножения больших чисел за {\displaystyle O\left(n\log n\right)}. Алгоритм Фюрера заполнил промежуток между этими границами: он может быть использован, чтобы перемножить числа за время {\displaystyle O(n\log n\cdot 2^{O(\log ^{*}n)})}, где {\displaystyle \log ^{*}n} — итерированный логарифм числа n. Однако разница по времени между алгоритмами становится заметной при очень больших перемножаемых числах (больше 10 000 000 000 000 значащих цифр).
В 2008 году Аниндая Де, Шэнден Саха, Пьюш Курур и Рампрасад Саптхариши построили похожий алгоритм, основанный на модульной, а не комплексной арифметике, достигнув при этом такого же времени работы.

## Теория

### Свёртка
Допустим, что мы перемножаем числа 123 и 456 «в столбик», однако без выполнения переноса. Результат будет выглядеть так:
|   |    | 1  | 2  | 3  |
|   | ×  | 4  | 5  | 6  |
|   |    |    |    |    |
|   |    | 6  | 12 | 18 |
|   | 5  | 10 | 15 |    |
| 4 | 8  | 12 |    |    |
|   |    |    |    |    |
| 4 | 13 | 28 | 27 | 18 |

Эта последовательность (4, 13, 28, 27, 18) называется ациклической или линейной свёрткой от последовательностей (1,2,3) и (4,5,6). Зная ациклическую свёртку двух последовательностей, рассчитать произведение несложно: достаточно выполнить перенос (например, в самом правом столбце, мы оставляем 8 и добавляем 1 к столбцу, содержащему 27). В нашем примере это приводит к результату 56088.
Есть и другие типы свёрток, которые могут быть полезны. Допустим, что входящие последовательности содержат n элементов (в примере — 3). Тогда результирующая линейная свёртка содержит n + n − 1 элементов; если мы возьмём самый правый столбец n элементов и добавим самый левый столбец n − 1 ', в результате мы получим циклическую свёртку:
|   | 28 | 27 | 18 |  |
| + |    | 4  | 13 |  |
|   |    |    |    |  |
|   | 28 | 31 | 31 |  |

Если мы произведём перенос при циклическом свёртывании, результат будет тот же, что и при произведении чисел по модулю Bn − 1 (в данном примере это 103 − 1 = 999). Выполним перенос (пока не циклический): (31+3=34, 28+3=31) и получим 3141. Если прибавить к правой единице левую тройку, получим 144 ≡ 56088 (mod 999) (Перенос должен выполняться циклически, то есть 3 из младшей 31 добавится к старшей 31, 3 из полученных 34 добавится к 28 и тройка из полученных 31 добавится к младшему разряду, то есть к 1).
Наоборот, если мы возьмём самый правый столбец n элементов и вычтем самый левый столбец n−1 элементов, то в результате мы получим обратную свёртку:
|   | 28 | 27 | 18 |  |
| − |    | 4  | 13 |  |
|   |    |    |    |  |
|   | 28 | 23 | 5  |  |

Если мы произведём перенос при обратном свёртывании, то результат будет тот же, что и при произведении чисел по модулю Bn + 1. В данном примере, 103 + 1 = 1001, выполним перенос по (28, 23, 5) и получим 3035, при этом 3035 ≡ 56088 (mod 1001). Обратная свёртка может содержать отрицательные числа, которые могут быть убраны во время переноса, используя ту же технику, что и при длинных вычитаниях.

### Теорема о свёртке
Как и другие методы, основанные на быстром преобразовании Фурье, алгоритм Фюрера в корне зависит от теоремы о свёртке, которая обеспечивает эффективный способ посчитать циклическую свёртку двух последовательностей. Её идея состоит в следующем:
Циклическая свёртка двух векторов может быть найдена через дискретное преобразование Фурье (ДПФ) каждого из них, путём произведения результирующих векторов элемент за элементом, с последующим обратным преобразованием Фурье (ОДПФ).
Или через формулы:
CyclicConvolution(X, Y) = IDFT(DFT(X) · DFT(Y)), где:
CyclicConvolution — циклическая свёртка,
DFT — дискретное преобразование Фурье,
IDFT — обратное дискретное преобразование Фурье.
Если мы посчитаем ДПФ и ОДПФ, используя быстрое преобразование Фурье, и вызовем наш алгоритм перемножения рекурсивно, чтобы перемножить входы(?) преобразованных векторов DFT(X) и DFT(Y), то в результате мы получим эффективный алгоритм для расчёта циклической свёртки.
В этом алгоритме гораздо эффективней считать обратную циклическую свёртку; как оказывается, немного модифицированная версия теоремы о свёртке может позволить и это. Предположим, что вектора X и Y имеют длину n, и a — примитивный корень порядка 2n (это означает, что a2n = 1 и все меньшие степени a не равны 1). Таким образом, мы можем определить третий вектор A, называемый вектор веса, обладающий следующими свойствами:

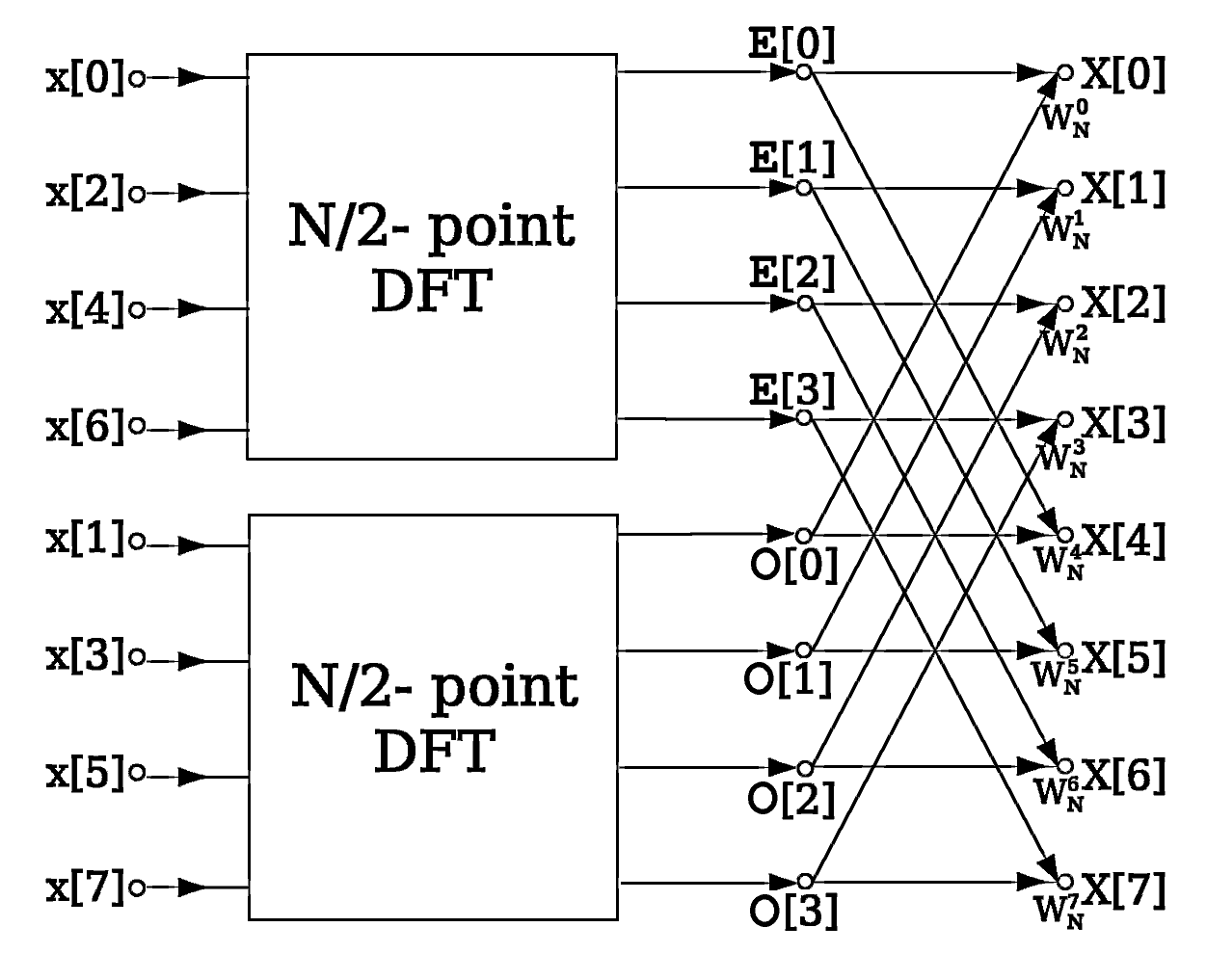
Операция «бабочка».

A = (aj), 0 ≤ j < n
A−1 = (a−j), 0 ≤ j < n
Теперь мы можем записать:
NegacyclicConvolution(X, Y) = A−1 · IDFT(DFT(A · X) · DFT(A · Y)), где
NegacyclicConvolution — Обратная циклическая свёртка,
DFT — дискретное преобразование Фурье,
IDFT — обратное дискретное преобразование Фурье.
Другими словами, это то же самое за исключением того, что входящие векторы умножены на A, а результат умножен на A−1.

### Выбор кольца
Дискретное преобразование Фурье — абстрактная операция, которая может быть выполнена в любом алгебраическом кольце; обычно оно берётся из поля комплексных чисел, но фактически использовать комплексную арифметику с достаточной точностью, чтобы обеспечить точные результаты, медленно и неэффективно. Вместо этого мы можем использовать теоретико-числовое преобразование, которое производит преобразование в поле целых чисел по модулю N для некоторого целого N.
Так же как есть примитивные корни единицы любого порядка на комплексной плоскости, при любом заданном n мы можем выбрать подходящее N такое, что b — примитивный корень единицы порядка n в поле целых чисел по модулю N (другими словами, bn ≡ 1 (mod N), и все меньшие степени b не равны 1 mod N).
Алгоритм тратит большую часть времени на рекурсивное выполнение произведения меньших чисел; в простом варианте алгоритма это происходит в ряде мест:
1. Внутри алгоритма быстрого преобразования Фурье, примитивный корень единицы b неоднократно возводится в степень и умножается на другие числа.
2. При возведении в степень примитивного корня единицы a для получения вектора веса A с последующим умножением векторов A или A−1 на другие вектора.
3. При выполнении последовательного перемножения преобразованных векторов.

Ключевой момент — выбрать N, модуль, равный 2n + 1 для некоторого целого n. У этого способа есть ряд преимуществ в ряде стандартных систем, в которых большие целые числа представлены в двоичном виде:
- Любое число может быть быстро уменьшено по модулю 2n + 1 используя только сдвиг и сложение.
- Любые примитивные корни единицы в этом кольце могут быть записаны в форме 2k; соответственно мы можем умножать или делить любое число на корень из единицы используя сдвиг.
- Поэлементное рекурсивное перемножение преобразованных векторов может быть выполнено, используя обратную свёртку, которая работает быстрее, чем ациклическая свёртка, и в которой уже есть уменьшение результата по модулю 2n + 1.

## Отличие от предшественника
Главное отличие от предшественника — многократное выполнение компрессии числа, которое даёт вычислительную сложность {\displaystyle n\log n\,2^{O(\log ^{*}n)}} в отличие от однократного использования в алгоритме Шёнхаге — Штрассена, которое даёт сложность {\displaystyle n\log n\log \log n}

## Структура алгоритма
Произведение целых чисел
Произведение целых чисел по модулю
Разложение
БПФ
Покомпонентное произведение
Обратное БПФ
Композиция результата